# Buster Mottram
Christopher Mottram, plus connu sous le nom de Buster Mottram, né le 25 avril 1955 à Kingston upon Thames, est un ancien joueur de tennis britannique.
Il a remporté le titre junior des Internationaux de France de tennis 1972.
Il est le fils du joueur de tennis Tony Mottram.

## Palmarès

### Titres en simple messieurs
| No | Date       | Nom et lieu du tournoi                           | Catégorie | Dotation | Surface      | Finaliste | Score         |  |
| -- | ---------- | ------------------------------------------------ | --------- | -------- | ------------ | --------- | ------------- |  |
| 1  | 11-04-1975 | Johannesburg WCT, Johannesburg                   |           | 60 000 $ | Dur (ext.)   | Tom Okker | 6-4, 6-2      |  |
| 2  | 19-04-1976 | Tournoi de tennis de Majorque, Palma de Majorque |           | NC $     | Terre (ext.) | Jun Kuki  | 7-5, 6-3, 6-3 |  |

### Finales en simple messieurs
| No | Date       | Nom et lieu du tournoi                    | Catégorie | Dotation  | Surface         | Vainqueur       | Score              |  |
| -- | ---------- | ----------------------------------------- | --------- | --------- | --------------- | --------------- | ------------------ |  |
| 1  | 02-02-1977 | Tournoi de tennis de Dayton, Dayton       |           | 50 000 $  | Moquette (int.) | Jeff Borowiak   | 6-3, 6-3           |  |
| 2  | 11-04-1977 | Tournoi de tennis de Murcie, Murcie       |           | 50 000 $  | Terre (ext.)    | José Higueras   | 6-4, 6-0, 6-3      |  |
| 3  | 28-11-1977 | Johannesburg WCT, Johannesburg            |           | 150 000 $ | Dur (ext.)      | Guillermo Vilas | 7-6, 6-3, 6-4      |  |
| 4  | 22-05-1978 | BMW Open, Munich                          |           | 75 000 $  | Terre (ext.)    | Guillermo Vilas | 6-1, 6-3, 6-3      |  |
| 5  | 19-07-1982 | Tournoi de tennis des Pays-Bas, Hilversum |           | 75 000 $  | Terre (ext.)    | Balázs Taróczy  | 7-6, 6-7, 6-3, 7-6 |  |

### Titres en double messieurs
| No | Date       | Nom et lieu du tournoi                        | Catégorie       | Dotation  | Surface         | Partenaire   | Finalistes                    | Score         |  |
| -- | ---------- | --------------------------------------------- | --------------- | --------- | --------------- | ------------ | ----------------------------- | ------------- |  |
| 1  | 15-04-1974 | Tournoi de tennis de Charlotte Charlotte (NC) |                 | 50 000 $  | Terre (ext.)    | Raúl Ramírez | Owen Davidson John Newcombe   | 6-3, 1-6, 6-3 |  |
| 2  | 11-07-1977 | Head Cup Kitzbühel                            |                 | 75 000 $  | Terre (ext.)    | Roger Taylor | Colin Dowdeswell Chris Kachel | 7-6, 6-4      |  |
| 3  | 24-10-1977 | Tournoi de tennis de Bâle Bâle                |                 | 30 000 $  | Moquette (int.) | Mark Cox     | John Feaver John James        | 7-5, 6-4, 6-3 |  |
| 4  | 23-03-1981 | Stuttgart Indoor Stuttgart                    | GP World Series | 75 000 $  | Dur (int.)      | Nick Saviano | Craig Edwards Eddie Edwards   | 3-6, 6-1, 6-2 |  |
| 5  | 19-04-1982 | British Hard Court Bournemouth                | GP World Series | 100 000 $ | Terre (ext.)    | Paul McNamee | Henri Leconte Ilie Năstase    | 3-6, 7-6, 6-3 |  |

### Finales en double messieurs
| No | Date       | Nom et lieu du tournoi                          | Catégorie       | Dotation  | Surface         | Vainqueurs                | Partenaire        | Score         |  |
| -- | ---------- | ----------------------------------------------- | --------------- | --------- | --------------- | ------------------------- | ----------------- | ------------- |  |
| 1  | 30-10-1978 | Tournoi de tennis du Japon Tokyo                |                 | 125 000 $ | Terre (ext.)    | Ross Case Geoff Masters   | Željko Franulović | 6-2, 4-6, 6-1 |  |
| 2  | 26-11-1979 | Tournoi de tennis d'Afrique du Sud Johannesburg |                 | 175 000 $ | Dur (ext.)      | Bob Hewitt Frew McMillan  | Mike Cahill       | 1-6, 6-1, 6-4 |  |
| 3  | 21-07-1980 | Tournoi de tennis des Pays-Bas Hilversum        |                 | 75 000 $  | Terre (ext.)    | Tom Okker Balázs Taróczy  | Tony Giammalva    | 7-5, 6-3, 7-6 |  |
| 4  | 20-04-1981 | British Hard Court Bournemouth                  | GP World Series | 75 000 $  | Terre (ext.)    | Ricardo Cano Víctor Pecci | Tomáš Šmíd        | 6-4, 3-6, 6-3 |  |
| 5  | 22-02-1982 | WCT Bitti Bergamo Memorial Tournament Gênes     |                 | 300 000 $ | Moquette (int.) | Pavel Složil Tomáš Šmíd   | Mike Cahill       | 6-7, 7-5, 6-3 |  |
| 6  | 18-10-1982 | Amsterdam WCT Amsterdam                         |                 | 300 000 $ | Moquette (int.) | Fritz Buehning Tomáš Šmíd | Kevin Curren      | 4-6, 6-3, 6-0 |  |